# ヘルデン・アム・ハルツ
ヘルデン・アム・ハルツ (ドイツ語: Hörden am Harz) は、ドイツ連邦共和国ニーダーザクセン州ゲッティンゲン郡のザムトゲマインデ・ハットルフ・アム・ハルツを構成する町村（以下、本項では便宜上「町」と記述する）である。この町は、ハルツ山地沿いに位置しており、2003年8月30日までは単にヘルデンという名称であった。

## 地理

### 位置
ヘルデンは、オーバーハルツの南西部およびハルツ自然公園内オーダー川支流のジーバー川沿いに位置している。

## 歴史
ヘルデンは、1972年からザムトゲマインデ・ハットルフ・アム・ハルツの一部である。
2016年11月1日にオステローデ・アム・ハルツ郡とゲッティンゲン郡が合併して以後、ヘルデン・アム・ハルツはゲッティンゲン郡に属している。

### 自治体分割
1972年7月1日に、それまでヘルデンに属していた人口100人強の地域が、郡庁所在地であるオステローデ・アム・ハルツに分割編入された。

## 行政

### 議会
ヘルデン・アム・ハルツの町議会は9議席で構成されている。

## 文化と見所
ヘルデンには、カーニバルクラブ HCC がある。このクラブは毎年カーニバルのイベントを主催している。

### スポーツ
ヘルデンには、スポーツクラブ SV ロート・ヴァイス・ヘルデンと体操クラブ TV ヘルデンがある。このほかに、自転車競技クラブ「アドラー」ヘルデンもある。ヘルデン・アム・ハルツでは、2012年から毎年、ハルツァー・カイラー・ラン（直訳すると「ハルツの猪突猛進」）が開催されている。

## 経済と社会資本

### 交通
この町は、「西ハルツ高速道路」と呼ばれるアウトバーン仕様の連邦道 B243号線の近くに位置している。この道路は。連邦アウトバーン A7号線のゼーゼン付近から連邦道 B38号線ノルトハウゼン付近へ通じている。ヘルツベルクまたはハットルフ経由で連邦道 B27号線に速やかにアクセスできる。この道路は、連邦アウトバーン A7号線ゲッティンゲン付近からアウトバーン仕様の連邦道 B6号線（北ハルツ・アウトバーン）ブランケンブルク付近に通じている。
最寄りの鉄道の駅は西ハルツ線のヘルツベルク・シュロス駅、西ハルツ線および南ハルツ線のヘルツベルク (ハルツ) 駅、南ハルツ線のハットルフ駅である。